# 白瓷螺
白瓷螺（学名：Balcis grandis），是异足目瓷螺科Balcis的一种。主要分布于韩国、台湾，常栖息在浅海沙底。